# Stanisław Lis (inżynier)
Stanisław Lis (ur. 28 kwietnia 1928 w Warszawie, zm. 29 lipca 2018 w Warszawie) – polski inżynier, profesor nauk technicznych, profesor zwyczajny Politechniki Warszawskiej.

## Życiorys
Uczęszczał do Państwowego Liceum Komunikacyjnego w Warszawie, które ukończył w 1948.
W 1952 rozpoczął studia na Wydziale Mechanicznym Politechniki Warszawskiej. W 1952 ukończył studia pierwszego stopnia o specjalizacji: maszyny budowlane i drogowe, w 1959 ukończył studia drugiego stopnia o specjalizacji: organizacja i zarządzanie.
W 1951 rozpoczął pracę na stanowisku rozdzielcy w Zakładach Remontu Maszyn Budowlanych. W następnych latach awansował na szefa produkcji, a później na głównego technologa. W 1956 pełnił funkcję głównego inżyniera w Przedsiębiorstwie Części Zamiennych Maszyn Budownictwa i Przemysłu Materiałów Budowlanych.
W 1960 rozpoczął pracę na Politechnice Warszawskiej.
W roku 1968 obronił na Wydziale Mechanicznym Technologicznym Politechniki Warszawskiej rozprawę doktorską nt. "Zagadnienia uściślania i optymalizacji w obliczeniach produkcyjno-organizacyjnych rytmicznej produkcji w zakładach budowy maszyn" (promotor prof. Seweryn Chajtman).
Współtwórca przyjętego w Urzędzie Patentowym – udoskonalenia technicznego.Wdrożył potokowy system naprawy spycharek, jak również opracował normatywy zużycia części zamiennych, opracował procesy technologiczne regeneracji złożonych elementów maszyn i produkcji nowych zespołów aparatury wtryskowej. 16 grudnia 1987 został powołany na Dziekana Wydziału Mechanicznego Technologicznego. Był jedną z czołowych osób, które utworzyły i poprowadziły Instytut Organizacji Systemów Produkcyjnych. Dzięki dużemu zaangażowaniu S. Lisa w Instytucie wzrosła liczba pracowników, jak również powstała baza laboratoryjna i dobrze wyposażone laboratorium informatyki. W latach 1998–2001 był współorganizatorem, a później kierownikiem zaocznych studiów doktoranckich na Wydziale Inżynierii Produkcji Politechniki Warszawskiej.
Uzyskane stopnie:
- 1968 doktor nauk technicznych;
- 1974 doktor habilitowany;
- 1977 profesor nadzwyczajny;
- 1987 profesor zwyczajny nauk technicznych[2].

## Stanowiska
- 1951 rozdzielca w Zakładach Remontu Maszyn Budowlanych;
- szef produkcji w Zakładach Remontu Maszyn Budowlanych;
- główny technolog w Zakładach Remontu Maszyn Budowlanych;
- 1956 główny inżynier w Przedsiębiorstwie Części Zamiennych Maszyn Budownictwa i Przemysłu Materiałów Budowlanych;
- 1960 rozpoczął prace na Politechnice Warszawskiej, pełnił funkcję:

1. asystenta
2. adiunkta
3. kierownika Katedry
4. dyrektora Instytutu Organizacji Zarządzania
5. kierownika Zakładu Procesów Produkcyjnych[2];

- w latach 1987-90 Dziekan Wydziału Mechanicznego Technologicznego[3];

## Członkostwa
- Członek Komitetu Nauk Organizacji i Zarządzania Polskiej Akademii Nauk PAN (członek honorowy);
- Rzeczoznawca Stowarzyszenia Inżynierów i Techników Mechaników Polskich SIMP;
- Rzeczoznawca Naczelnej Organizacji Technicznej NOT;
- Przewodniczący Rady Naukowej Instytutu Organizacji i Zarządzania w Przemyśle ORGMASZ;
- Kierownik Międzynarodowych Studiów Doktoranckich;
- Członek Rady Naukowej Ośrodka Badawczo – Konstrukcyjnego KOPROTECH;
- Przewodniczący Rady Naukowej Centrum Naukowo-Technicznego Kolejnictwa;
- Członek Komisji Reformy Gospodarczej;
- Przewodniczący XI zespołu ds. zarządzania produkcją i jakością;
- Członek Zespołu Rzeczoznawców Organizacji i Zarządzania Rady Głównej Szkolnictwa Wyższego[2].

## Nagrody, wyróżnienia, odznaczenia
- Krzyż Komandorski z Gwiazdą Orderu Odrodzenia Polski[2];
- Doktorat honoris causa Uniwersytetu Ekonomicznego w Bratysławie (2007)[4].

## Działalność pozanaukowa
Kapitan rezerwy, były żołnierz Armii Krajowej, posiada uprawnienia kombatanckie. Posiada godność: sędziego honorowego w zapasach; Honorowego Prezesa Polskiego Związku Zapaśniczego, uczestniczył w pięciu olimpiadach.

## Publikacje
Ponad 100 publikacji:
- 7 książek (autor i współautor),
- 20 skryptów,
- 50 artykułów i referatów publikowanych w czasopismach fachowych i wygłaszanych na konferencjach[2].